# Supinum
Het supinum is een tak uit de Latijnse grammatica, een niet-finiete vorm van het werkwoord. Van het supinum is het participium perfecti passivi afgeleid: het supinum I is altijd gelijk aan de onzijdige vorm van het participium perfecti passivi. Het supinum komt ook in andere talen voor.
Er bestaan twee supina: het supinum I eindigt op -um en het supinum II op -u.
Het supinum I treft men aan achter werkwoorden die beweging uitdrukken (venire, ire, mittere, currere, ambulare...). Het supinum I drukt het doel van de handeling uit.
Het supinum II treft men aan achter bijvoeglijke naamwoorden.
Beide supina vertaalt men met 'om te' + infinitief.
- venio pugnatum = ik kom om te vechten

- horribile dictu = vreselijk om te zeggen
- miserabile visu = vreselijk om te zien

## Citaten met het supinum
Er zijn enkele bekende Latijnse citaten die een supinum bevatten:
- his rebus permotus Quintus Titurius cum procul Ambiorigem suos cohortantem conspexisset, interpretem suum Gnaeum Pompeium ad eum mittit rogatum ut sibi militibusque parcat

Stomverbaasd door deze gebeurtenissen zond Quintus Titurius, nadat hij van enige afstand Ambiorix had gezien die de zijnen aanvuurde, zijn tolk Gnaeus Pompeius naar hem om te vragen zijn soldaten en zichzelf te sparen
(De Bello Gallico, Julius Caesar)
- omnes vero Britanni se vitro inficiunt, quod caeruleum efficit colorem, atque hoc horribiliores sunt in pugna adspectu

Maar alle Britten beschilderen zich met wede, hetgeen een donkerblauwe kleur veroorzaakt, en hierdoor zijn ze verschrikkelijker om te zien in de strijd
(De Bello Gallico, Julius Caesar)